# 美國猶太人歷史
美國猶太人歷史是指美国犹太人的歷史。美洲殖民時期，十三殖民地境內就有犹太人社區，在美国革命之前，在十三殖民地的各大城市內都能見到猶太人身影。早期的犹太人主要是塞法迪犹太人，他們主要来自葡屬巴西、阿姆斯特丹或英国。
直到1830年代，南卡罗来纳州查尔斯顿的犹太人社区一直是北美最大的犹太人社区。 1800年代末和1900年代初，许多來自欧洲的犹太人来到美國定居。19世纪中叶，德国犹太人抵达美國後，在美國全國开设服装店，他們還建立了許多猶太教改革派教堂，許多人還在纽约的银行业任職。 1880年至1914年间，許多讲意第緒語的阿什肯納茲猶太人來到纽约定居，這些猶太人中很多人积极参与社会主义運動和劳工运动，此外還有很多人支持猶太教正統派和猶太教保守派。
納粹大屠殺發生后，許多歐洲猶太难民抵達美國。1970年后，又有許多來自苏联的猶太人抵達美國。自20世纪30年代以来，一些美国犹太人支持新政聯盟，而猶太教正統派比較支持共和党。後來越來越多的美國猶太人在大都市定居，小城镇的美國猶太人人數越來越少。
20世纪40年代，美國犹太人占全国人口的3.7%。截至2019年，美國犹太人人口约为710万，占美国人口的2%。 